# Kristjan Jaak Peterson

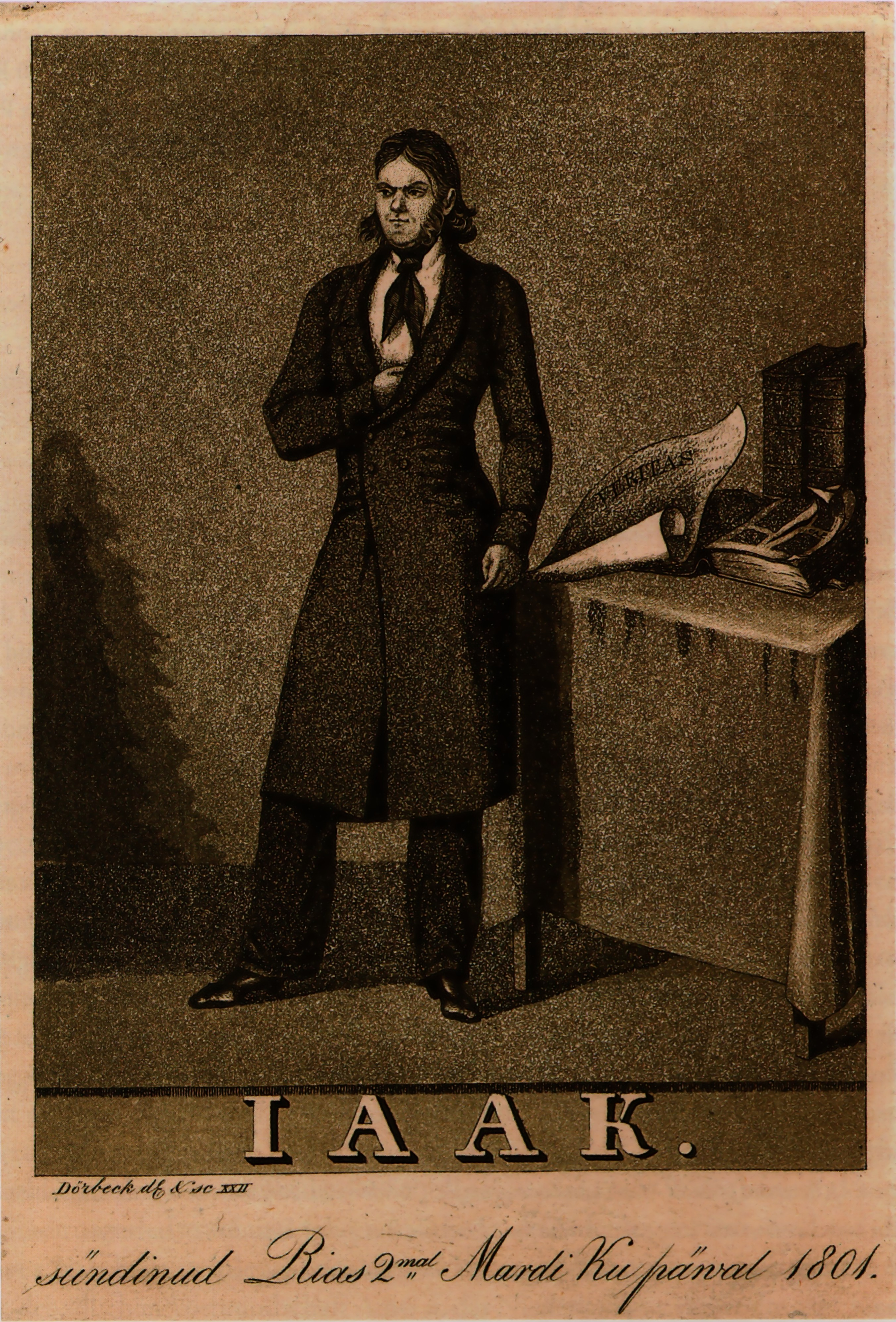
Kristjan Jaak Peterson, pintura de Franz Burchard Dörbecki en aguatinta

Kristjan Jaak Peterson (* 14 de marzo de 1801, Riga - 4 de agosto de 1822, Riga) fue un poeta estonio, comúnmente considerado como el heraldo de la literatura nacional estonia y el fundador de la poesía estonia moderna. 
Su carrera literaria se vio tempranamente truncada por la tuberculosis, que lo mató a la edad de 21 años. Su cumpleaños, el 14 de marzo, se celebra en Estonia como el Día de la Lengua Materna.
| Kas siis selle maa keel laulutuules ei või taevani tõustes üles igavikku omale otsida? | ¿No puede la lengua de esta nación, en el viento del cantar, ascender al cielo buscar la eternidad? |

Kristjan Jaak Peterson
Estas líneas del poema Kuu (luna), las más conocidas del autor, han sido interpretadas como su reivindicación del derecho de emancipación del idioma estonio. Después de que fuera reabierta la Universidad de Tartu en 1802, pero con las clases impartidas solamente en alemán, Kristjan Jaak Peterson se convirtió en el primer estudiante universitario en reconocer su origen estonio, contribuyendo al "Despertar Nacional Estonio".
Kristjan Jaak Peterson reunió sus poemas estonios en dos pequeños libros, pero nunca los vería publicados, pues ello ocurrió unos cien años más tarde de su fallecimiento. Tres poemas en alemán fueron publicados póstumamente en 1823. Uno de los proyectos de Peterson fue realizado durante su vida: la versión alemana de la obra de Kristfrid Ganander Mythologia Fennica, un diccionario de nombres y términos de la mitología finlandesa (el original en idioma sueco original fue publicado en 1789) La traducción de Peterson del diccionario de Gananderencontró muchos lectores en Estonia y más allá de sus fronteras, convirtiéndose en un importante recurso de ideología nacional e inspiración para la literatura estonia naciente.
Por propia naturaleza, Peterson imitaba el modo de vida de los cínicos griegos y se vestía de un modo extravagante, incluyendo elementos de los trajes tradicionales estonios (un característico abrigo largo y negro). Teniendo un excepcional talento en cuestiones lingüísticas, obtuvo rápidamente un amplio conocimiento de varias lenguas, antiguas y modernas, escribió tratados e hizo un intento de componer una gramática del sueco. En tiempos modernos, los manuscritos lingüísticos de Peterson, junto con las versiones originales de sus poemas y su diario, fueron publicados en 2001 en una edición bilingüe estonio-alemán, que incluía algunas traducciones nuevas.

## Reconocimientos
En 2018 el Banco de Estonia utilizó el fragmento del poema Kuu y su firma en una moneda de colección conmemorativa del centenario de la independencia de Estonia.